# Ludovic Celler
Pour les articles homonymes, voir Leclercq.
Ludovic Celler (né Louis Leclercq à Paris le 8 février 1828 et mort à Paris 8e le 11 novembre 1909) est un musicologue et écrivain français.

## Œuvres
- Molière-Lully. Le Mariage forcé, comédie-ballet en 3 actes, ou le Ballet du Roi, dansé par le roi Louis XIV le 29e jour de janvier 1664, nouvelle édition, publiée d'après le manuscrit de Philidor l'aîné par Ludovic Celler, avec des fragments inédits de Molière et la musique de Lully réduite pour piano, Paris, Hachette, 1867.
- La Semaine sainte au Vatican, étude musicale et pittoresque. Texte et musique, Paris, Hachette, 1867.
- Les Origines de l'opéra et le ballet de la Reine (1581), étude sur les danses, la musique, les orchestres et la mise en scène au XVIe siècle, avec un aperçu des progrès du drame lyrique depuis le XIIIe siècle jusqu'à Lully, Paris, Didier, 1868 (lire en ligne).
- Les Décors, les costumes et la mise en scène au XVIIe siècle (1615-1680), Paris, Liepmannssohn et Dufour, 1869 (lire en ligne).
- Études dramatiques. Les Types populaires au théâtre, Paris, Liepmannssohn et Dufour, 1870.
- Études dramatiques. La Galanterie au théâtre, Paris, J. Baur, 1875.
- Études dramatiques. Les Valets au théâtre, Paris, J. Baur, 1875.
- Contes. La Visite du Dr Méplat. Une vengeance photographique. L'Homme de bronze, Paris, J. Baur, 1875.